# مهران غلامی
مهران غلامی (زادهٔ ۳۱ اکتبر ۲۰۰۵) بازیکن فوتسال اهل افغانستان است که برای باشگاه مانزانارس اسپانیا بازی می کند وی بازیکن سابق باشگاه فوتسال سفیر گفتمان است و برای تیم ملی افغانستان نیز بازی می‌کند.

## زندگی شخصی
وی از خانواده‌ای مهاجر افغانستانی می‌باشد که در ایران بزرگ شده‌است.

## افتخارات
افتخارات
- قهرمان لیگ برتر افغانستان[۹]
- نائب قهرمانی مسابقات کافا با تیم‌ملی[۱۰]
- مقام سومی مسابقات قاره‌ای تایلند[۱۱]
- صعود به جام ملت‌های آسیا برای اولین بار با تیم ملی افغانستان بعد از ده سال[۱۲]
- مهران غلامی در ژانویه ۲۰۲۵ نامزد دریافت برترین بازیکن جوان سال فوتسال از دیدگاه فوتسال پلنت شد.[۱۳]

### گل‌های ملی[۱۴]
گل‌های مهران غلامی برای افغانستان.
| شماره | تاریخ         | محل برگزاری                          | حریف      | گل‌ها | نتیجه | مسابقه                               |
| ----- | ------------- | ------------------------------------ | --------- | ---- | ----- | ------------------------------------ |
| ۱.    | ۱۴۰۱/۱/۹      | محل کمپ تیم ملی فوتسال ایران - تهران | ایران     | 1    | ۲–۲   | دوستانه                              |
| ۲.    |               | ورزشگاه باشگاه “الصداقه”- بیروت      | لبنان     | 1    | ۳–۲   | دوستانه                              |
| ۳.    | ۰۱ مرداد ۱۴۰۲ | مسابقات کافا- تاجیکستان - دوشنبه     | قرقیزستان | ۲    | ۴–۵   | مسابقات کافا                         |
| ۴.    |               | مسابقات کافا- تاجیکستان - دوشنبه     | ترکمنستان | ۱    | ۲–۳   | مسابقات کافا                         |
| ۵.    |               | سالن ورزشگاه تایلند                  | چک        | ۱    | ۴–۴   | جام بین قاره ای تایلند -             |
| ۶     |               | سالن ورزشگاه تایلند                  | موزامبیک  | ۱    | ۲–۲   | جام بین قاره ای تایلند -             |
| ۷     |               | سالن ورزشگاه تایلند                  | میانمار   | ۱    | ۱–۵   | جام بین قاره ای تایلند -             |
| ۸     |               | سالن ورزشگاه اندونزی                 | اندونزی   | ۱    | ۷–۷   | بازی‌های مقدماتی فوتسال - گروه B آسیا |
| ۹     |               | سالن ورزشی ماکائو                    | ماکائو    | ۱    | ۲–۱۸  | بازی‌های مقدماتی فوتسال - گروه B آسیا |

 جام  جهانی ۲۰۲۴ ازبکستان
- جوان ترین بازیکنان جام جهانی فوتسال 2024[۲۶][۲۷][۲۸]